# 平和台站 (千葉縣)
平和台站（日语：／ Heiwadai eki */?）是位於千葉縣流山市流山四丁目，流鐵流山線的車站。車站編號為RN5。
此站曾經設有前往東邦酒類株式會社的工程的引込線。

## 歷史
平和台這個名稱取自由平和不動產開發和出售的住宅區。
- 1933年（昭和8年）4月1日 - 赤城站啟用[1]。
- 1965年（昭和40年）6月26日 - 車站改名為赤城台站[1]。
- 1974年（昭和49年）10月1日 - 車站改名為平和台站[3]。
- 2007年（平成19年）11月30日 - 車站大樓內的商店結業[3]。

## 車站構造
車站是一座地面車站，設有1面1線的單式月台。月台和檢票口位於路軌西邊。車站大樓入口附近設有自動販賣機，該處曾經設置商店。
在入口處設有展示了「流山市故鄉產品」的商品。

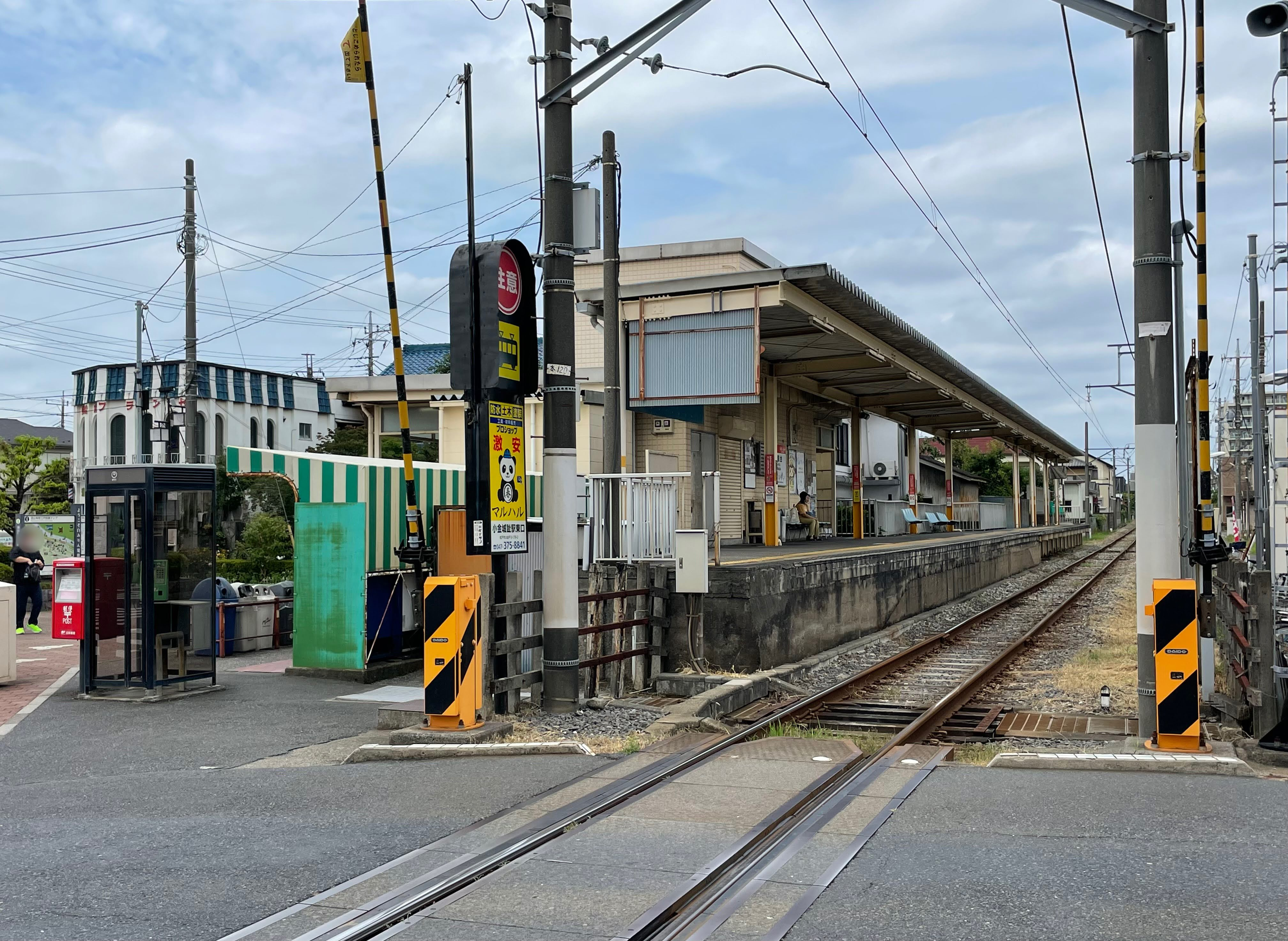
车站全景，圖片右後方為流山站方向（2022年8月）
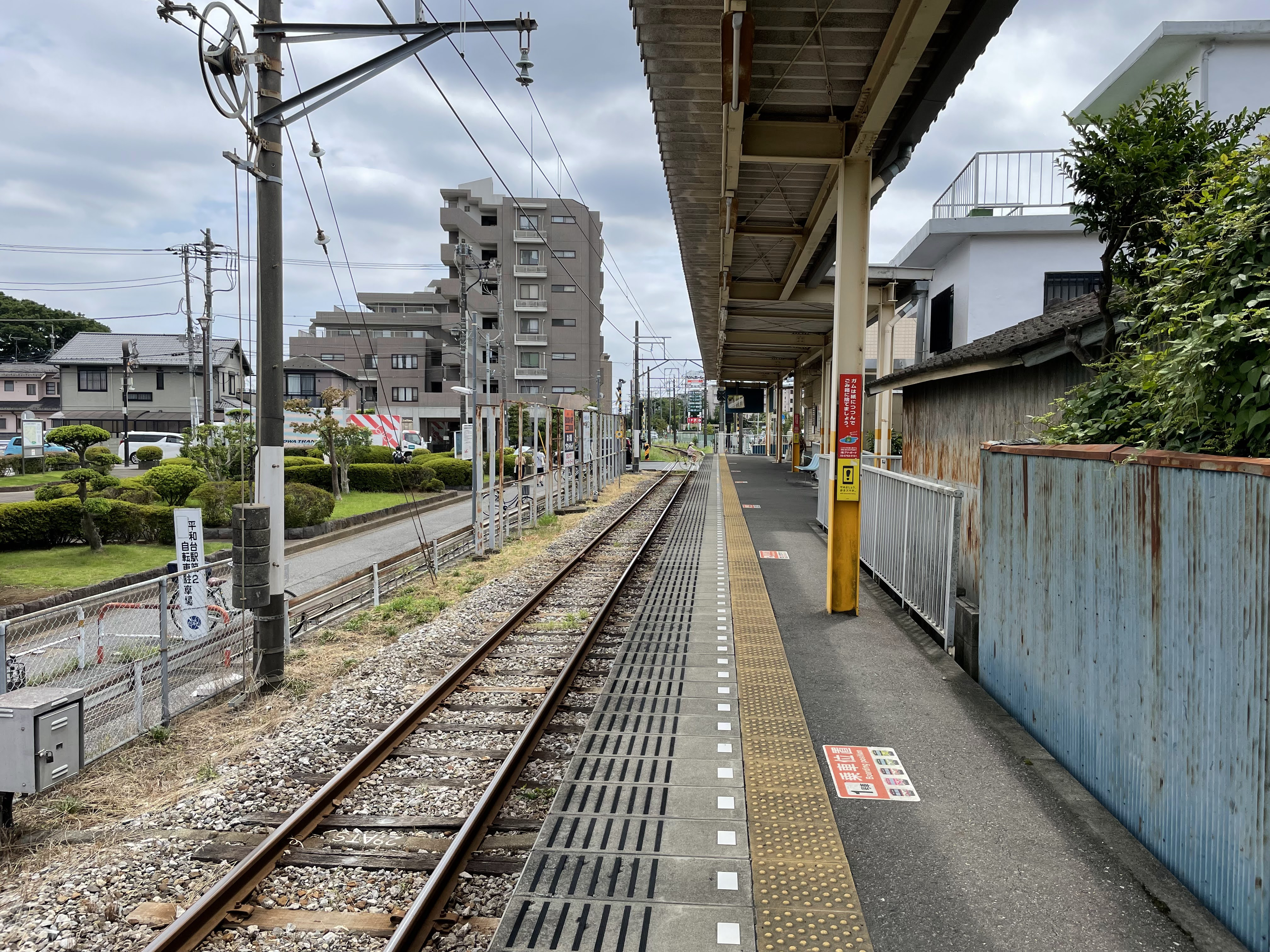
月台（马桥方向）（2022年8月）
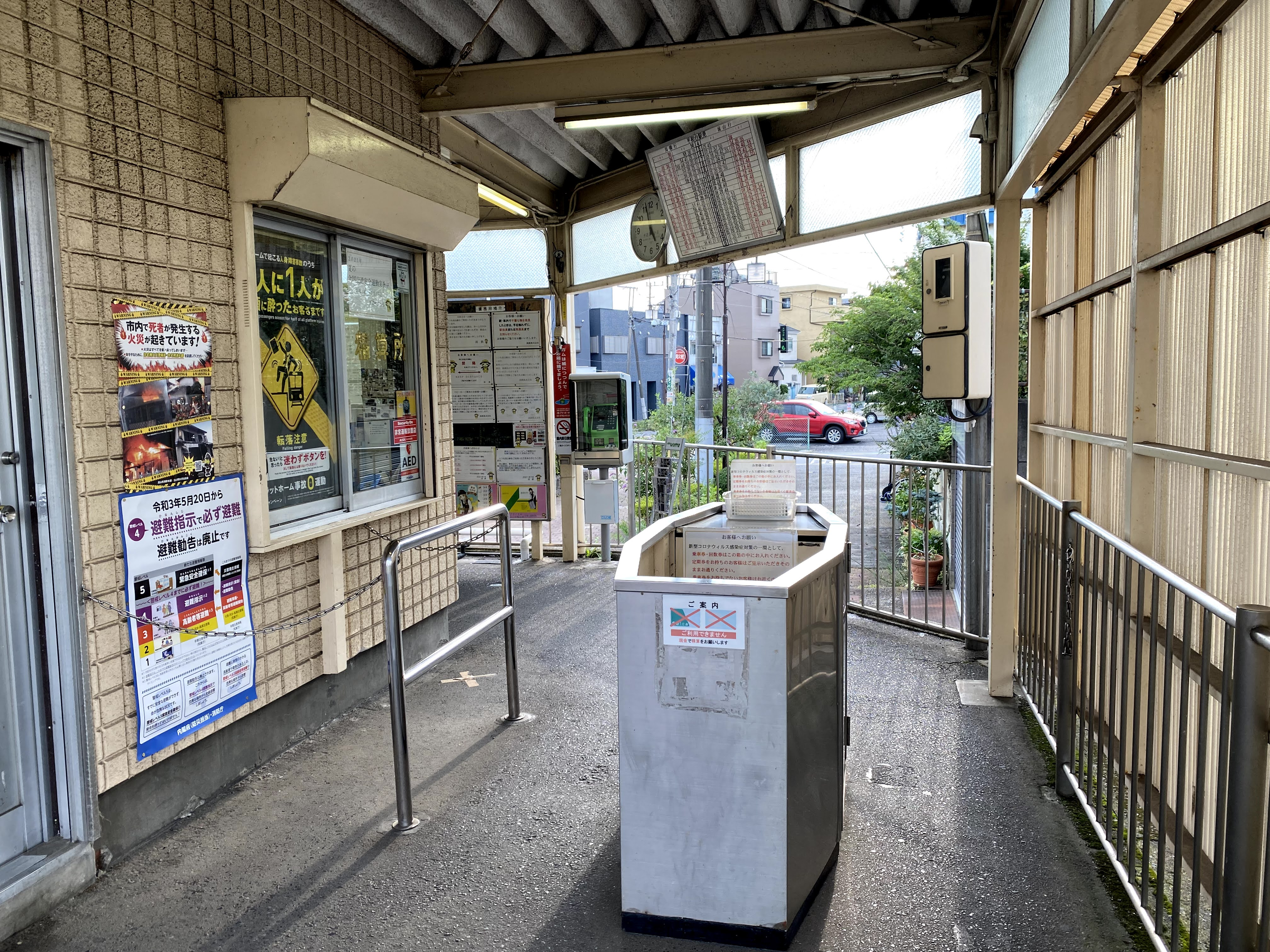
檢票口（2021年7月）
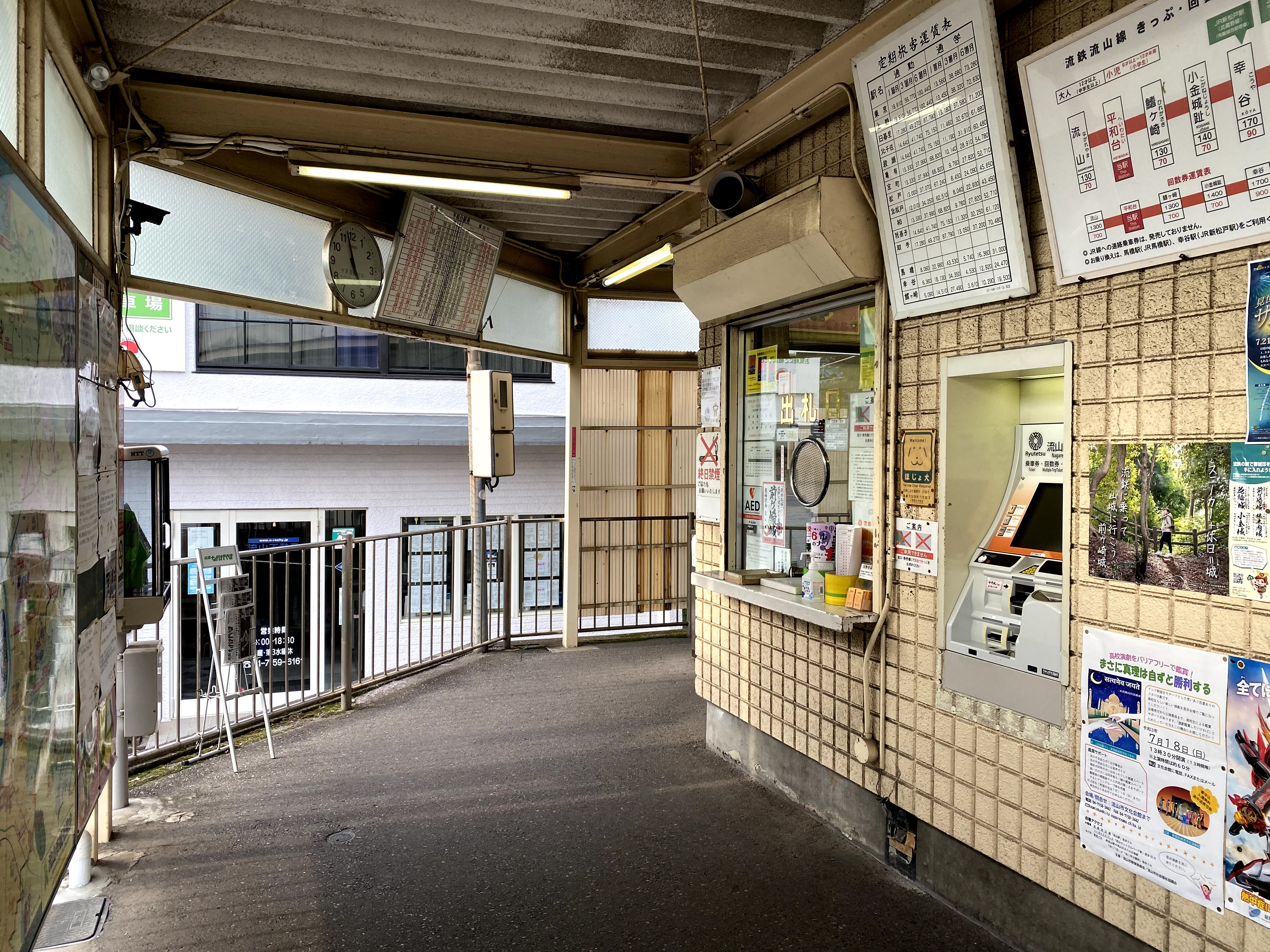
櫃臺和售票機（2021年7月）

## 使用狀況
在2019年（令和元年）度一日平均乘車人次為1,282人，在流鐵六座車站中排名第四位。以下為近年變化：
| 年度   | 一日平均 乘車人次 |
| ------ | ----------------- |
| 1990年 | 1,135             |
| 1991年 | 1,167             |
| 1992年 | 1,163             |
| 1993年 | 1,366             |
| 1994年 | 1,405             |
| 1995年 | 1,421             |
| 1996年 | 1,467             |
| 1997年 | 1,401             |
| 1998年 | 1,333             |
| 1999年 | 1,330             |
| 2000年 | 1,306             |
| 2001年 | 1,273             |
| 2002年 | 1,274             |
| 2003年 | 1,287             |
| 2004年 | 1,316             |
| 2005年 | 1,430             |
| 2006年 | 1,472             |
| 2007年 | 1,388             |
| 2008年 | 1,353             |
| 2009年 | 1,278             |
| 2010年 | 1,247             |
| 2011年 | 1,250             |
| 2012年 | 1,245             |
| 2013年 | 1,278             |
| 2014年 | 1,255             |
| 2015年 | 1,227             |
| 2016年 | 1,235             |
| 2017年 | 1,250             |
| 2018年 | 1,269             |
| 2019年 | 1,282             |

## 車站周邊
東邊為新興住宅區（平和台），該區域大至鄰近流山站。在南邊設有平交道，該處鄰近商店街。在東南方的西平井、鰭崎地區進行了市的土地整理項目。在西邊設有千葉縣道5號松戶野田線（流山街道），該街道自江戶時代已經成為市區的一部分。在西南方曾經為陸軍糧食本廠流山出張所，在戰後變為民用的龜甲萬等工場，現時變成千葉縣立流山南高等學校和伊藤洋華堂。

### 西邊（車站出入口一方）
- 千葉縣立流山南高等學校（日语：千葉県立流山南高等学校）
- 流山市立流山小學（日语：流山市立流山小学校）
- 伊藤洋華堂 流山店

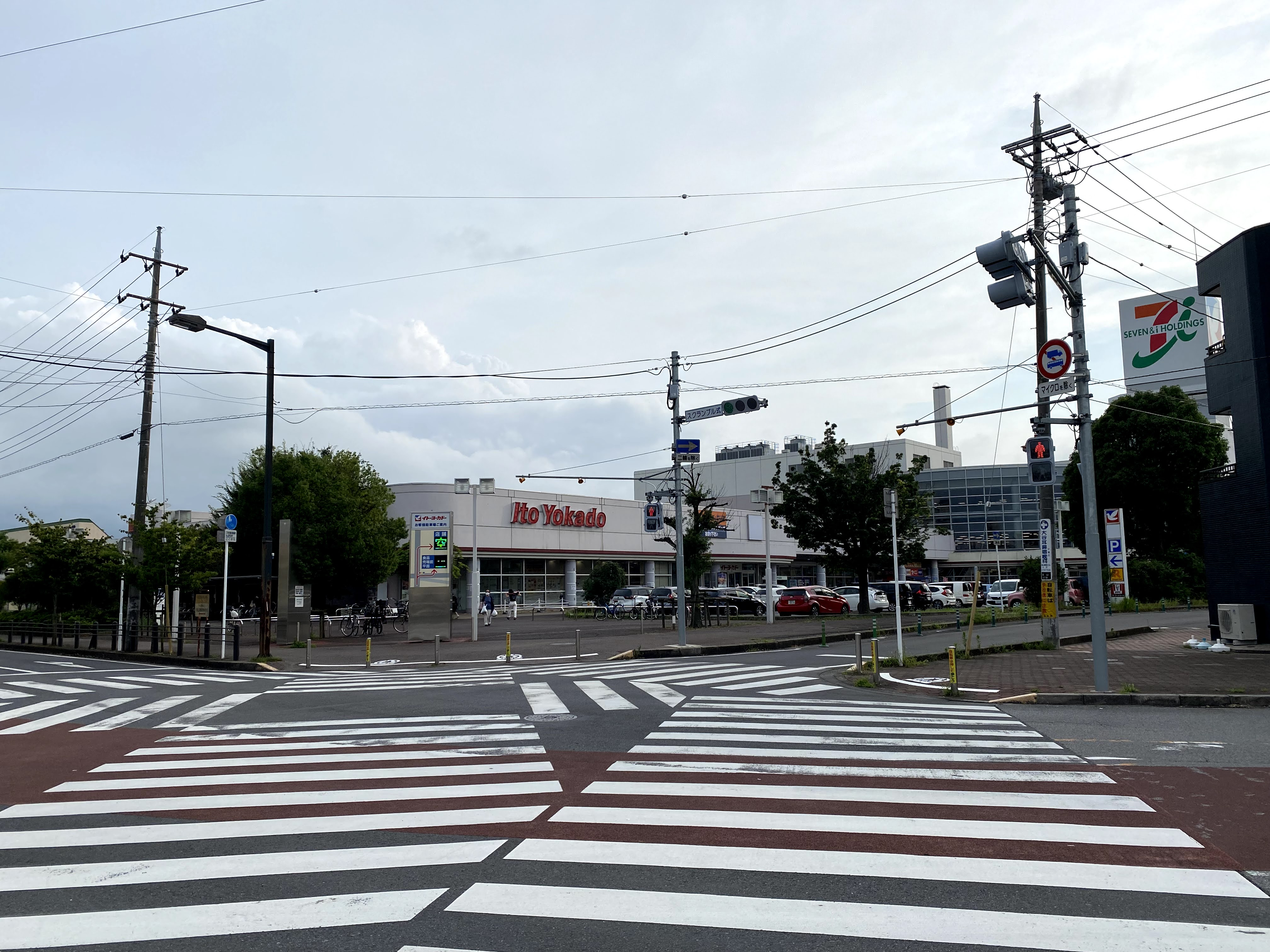
站前路口與伊藤洋華堂（2021年7月13日）

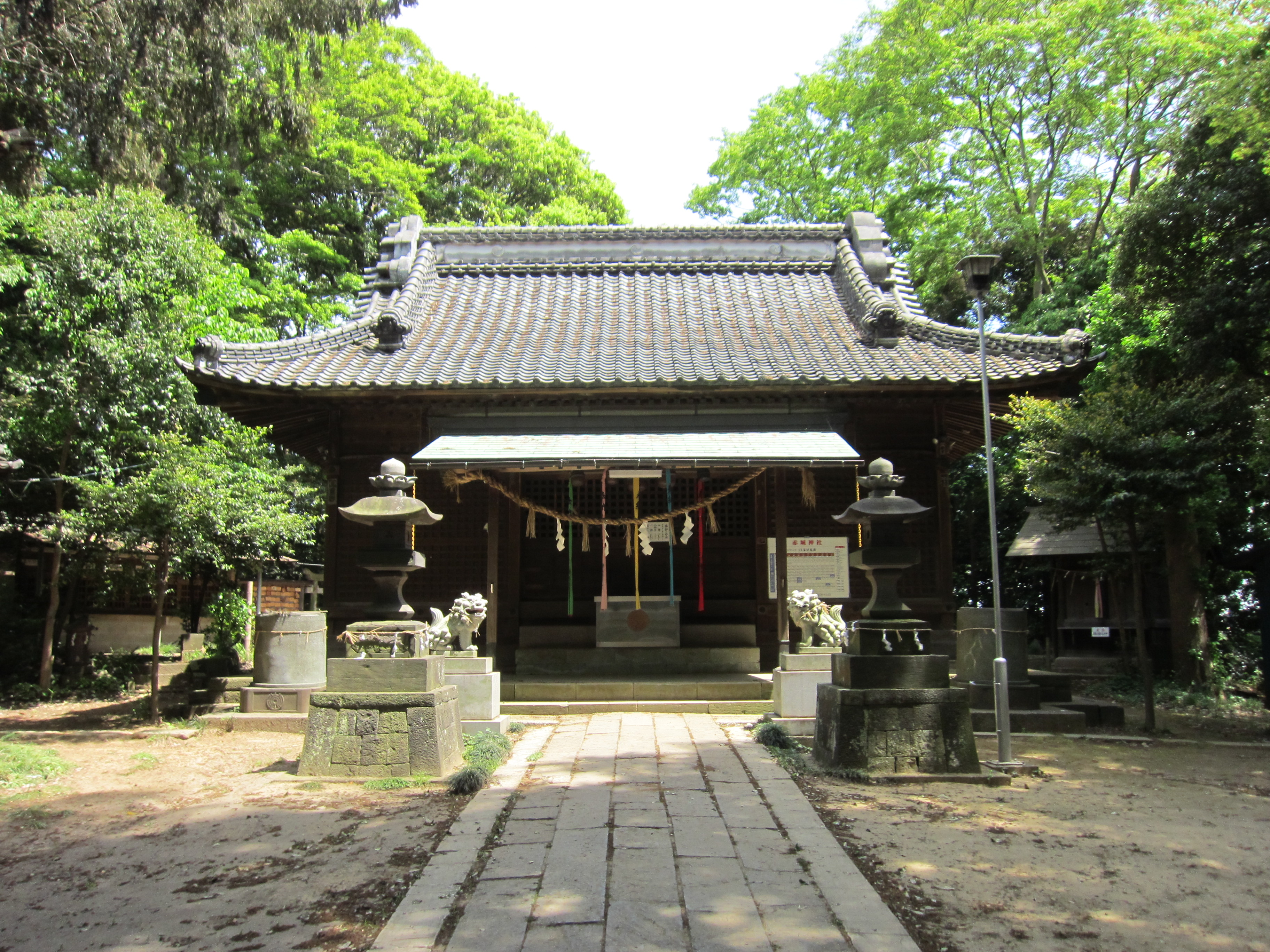
赤城神社 (流山市)

  - BOOKOFF SUPER BAZAAR 伊藤洋華堂流山店
- 麥德龍 流山店
- K's電機（日语：ケーズホールディングス） 流山店
- 島村（日语：しまむら） 流山店
- VIVA HOME（日语：ビバホーム） 流山店
- Meganesuper 平和台站前店
- Life Care流山會堂
- Lifepia流山平和台
- 赤城神社（日语：赤城神社 (流山市)） - 流山地名的由來。
- 一茶雙樹紀念館（小林一茶）

### 東邊
- 戶勝中央農業協同組合（日语：とうかつ中央農業協同組合） 流山分店
- York Mart 平和台店
- Big·A 平和台店
- Mammy Mart 西平井店
- 松本清 西平井店
- 京葉銀行（日语：京葉銀行） 流山分店

## 巴士路線
最近的巴士站分別位於東邊的「平和台站前」巴士站，車站西邊流山街道上設有「流山五丁目」巴士站，車站西邊也設有「平和台駅入口」巴士站。均需要步程5分鐘才到達。
平和台站前
- 東武巴士Central（吉川營業所（日语：東武バスセントラル吉川営業所））
  - [南流01][南流02] 前往南流山站 [6]
  - [南流01] 經花輪城跡公園前前往清潔中心
 [南流02] 經流山警署（日语：流山警察署）前前往流山大鷹之森站西出口[7]

流山五丁目
- 京成巴士（松戶營業所）
  - [松71] 前往南流山站北出口
[松73] 經南流山站南出口、南流山中學、日大牙科醫院前往松戶站
[松74] 經南流山站南出口、南流山中學、日大醫院入口前往松戶站[8]
  - [松71][松73][松74] 經流山市政廳前往江戶川台站[9]

平和台站入口
- 京成巴士
  - [流03] 經流山站、三輪野山四丁目前往流山大鷹之森站西出口[10]

## 相鄰車站
流鐵
■流山線
鰭崎（RN4）－平和台（RN5）－流山（RN6）

## 注腳
1. 1 2 3  《歴史でめぐる鉄道全路線 公営鉄道・私鉄》21號 26頁
2. 1 2  令和2年版流山市統計書PDF 11 運輸・通信の章を参照
3. 1 2  《歴史でめぐる鉄道全路線 公営鉄道・私鉄》21號 27頁
4. ↑  千葉県統計年鑑 （页面存档备份，存于）（日語）
5. ↑  街の紹介｜西平井・鰭ヶ崎地区（にしひれ）の宅地分譲・土地情報 （页面存档备份，存于）（日語）
6. ↑  南流山駅行（日語）
7. ↑  流山おおたかの森駅西口行・クリーンセンター行（日語）
8. ↑  南流山駅北口行・松戸駅行（日語）
9. ↑  江戶川台站（日語）
10. ↑  流山おおたかの森駅西口行（日語）

## 外部連結
- 平和台站 （页面存档备份，存于）（日語）